# Virgin Mobile (France)
Virgin Mobile France était un opérateur de téléphonie mobile alternatif, anciennement détenu par Virgin Group, Carphone Wharehouse et Geoffroy Roux de Bézieux, puis par le groupe SFR.
Lancé en France le 3 avril 2006, Virgin Mobile fut ensuite le 5e opérateur de téléphonie mobile du marché avec 1,7 million de clients. Présidé par Geoffroy Roux de Bézieux, Virgin Mobile est commercialisé par le groupe Omea Telecom, coentreprise entre les groupes Virgin et Carphone Warehouse. 
En 2014, les 3 actionnaires revendent Virgin Mobile France à Numericable-SFR, propriété de Patrick Drahi.
Le 7 novembre 2015, Numericable-SFR annonce la disparition prochaine de la marque Virgin Mobile France, ainsi que celle de Numericable. Les clients de Virgin Mobile « sans engagement » migreront vers les offres RED by SFR (sans engagement), alors que les clients forfaits « avec engagement » seront orientés vers ceux « avec engagement » de SFR. Toute l’activité numérique de Virgin Mobile sera regroupée au sein du groupe Numericable-SFR, détenu également par Patrick Drahi.
Virgin Mobile ferme ses portes le 18 mai 2016, son site internet ne proposant plus aucune offre Virgin Mobile mais les offres de sa société-sœur, RED by SFR. Comme annoncé lors de l'annonce de la disparition de la marque Virgin Mobile France en novembre 2015 par le groupe SFR, les offres des clients Virgin Mobile et Virgin Box sont transférées chez RED by SFR.

## Historique
Virgin Mobile était un opérateur virtuel, alternatif aux opérateurs traditionnels. Virgin Mobile a lancé, en 2008, les premiers SMS à 1 centime en forfait bloqué et en prépayé, puis en 2009 des forfaits tout illimité pour le grand public. La même année, Virgin Mobile lance une offre de forfaits sans engagement et sans mobile : les offres Liberty SIM.
En 2010, Virgin Mobile commercialise de l’accès mobile à Internet avec des offres dites « illimitées » (en fait limitées à 500 Mo ou 1 Go par mois) dans tous ses forfaits supérieurs à 20 euros.
Le 6 juin 2011, Virgin Mobile signe un accord avec l'opérateur français SFR pour être full-MVNO. La même année, l'opérateur lance l'offre SubliSIM.
En juin 2014, Omea Telecom et ses filiales (dont Virgin Mobile France) sont vendues au groupe Numericable-SFR.
Le 16 février 2016, SFR, propriétaire de la licence Virgin Mobile France, a arrêté la possibilité de souscrire aux offres d'accès à Internet "Virgin Box by SFR", tout comme les offres mobiles avec engagement et les téléphones subventionnés.

### Identité visuelle (logo)

Logo de Virgin Mobile France d'avril 2006 à avril 2012
Logo de Virgin Mobile France de avril 2012 au 18 mai 2016

## Présentation de l'entreprise

### Offres et produits
La marque Virgin Mobile est commercialisée en France par le groupe Omea Telecom, qui développe également depuis 2004 l'offre Breizh Mobile ainsi que depuis fin 2009 les offres Tele2 Mobile et Casino Mobile. L'opérateur bénéficie de l'expertise de Virgin en téléphonie mobile, et de celle de The Carphone Warehouse Group en achat de terminaux et en distribution spécialisée. Virgin Mobile a été le premier opérateur mobile virtuel lancé d'abord dans son pays d'origine, le Royaume-Uni en 1999, avant de s'étendre aux États-Unis, au Canada, en Australie, en Afrique du Sud, en France et en Inde. Virgin Mobile compte aujourd'hui plus de 17 millions de clients dans le monde.
Fin 2011, Virgin Mobile lance le crédit valable à vie pour le prépayé, et lance ses forfaits Extaz en janvier 2012.
L'opérateur s'est lancé dans la 4G au printemps 2014 en utilisant les réseaux mobiles de Bouygues Telecom et de SFR.
Virgin Mobile a annoncé qu’à partir du 15 février 2015, il abandonnerait le service de changement de réseau. En effet, à cette date, seul le réseau SFR sera exploité par Virgin Mobile.
Depuis le 16 février 2016, Virgin Mobile ne propose plus que des forfaits sans engagement sur son site web. Les offres ne sont plus commercialisées dès le 18 mai 2016.

### Réseau de distribution
Depuis 2010, Virgin Mobile s'est lancé dans une stratégie de distribution de détail en ouvrant un réseau national de boutiques propres à sa marque. L'opérateur souhaite ainsi développer son parc client, sa visibilité, ceci afin que son canal Réseau Propre représente une part substantielle de ses acquisitions.
Virgin Mobile se dote peu à peu d’un réseau de boutiques et de kiosques dédiés à ses produits et services. C’est ainsi que l’opérateur comptait en 2012 une cinquantaine de boutiques sur l’ensemble du territoire français.

### Virgin box
Virgin Mobile lance sa Virgin Box le 3 avril 2012. Cette dernière utilise le réseau fixe ADSL de SFR, le tout adossée à une offre mobile.
En 2012, Virgin Mobile lance son offre H@PPY4, composée de la Virgin box et d’un forfait mobile à partir de 29,99 €. Pour la première fois, un opérateur propose une offre quadruple-play incluant un abonnement mobile (2 h de voix / SMS illimités) pour seulement 29,99 €, le tout sans engagement.
Cette offre se décline également avec un forfait mobile comprenant 4 h de voix / SMS et data illimités pour 39,99 €. Toutes ces offres sont aussi disponibles avec un smartphone subventionné.
Les offres Virgin Box ne sont plus proposées depuis le 16 février 2016, dans le cadre de la fusion des activités de la marque avec celles de RED by SFR.

## Chiffres clés
Chiffres Omea Telecom / Virgin Mobile France en 2012:
- 5e acteur du marché français
- Plus de 1,7 million de clients en France, en croissance comparé à l'exercice précédent.
- 560 millions d'euros de chiffre d'affaires, soit + 8 % par rapport à l'année 2011[15]
- 14,8 millions d'euros de résultat opérationnel
- 16,1 millions d'euros d'investissements (montant multiplié par deux par rapport à l'année 2010-2011)